# Fedor Anatoljevič Tjutin
Fjodor Tjutin (ruski: Фёдор Анатольевич Тютин) (19. srpnja 1983., Iževsk, Rusija, tada SSSR) je profesionalni igrač hokeja na ledu. Igra na položaju obrambenog igrača, a trenutno (veljača 2006.) igra za New York Rangerse u NHL-u.
Tjutina su izabrali New York Rangers na "NHL Entry Draftu 2001." u drugom krugu, kao sveukupno 40. igrač po izboru).
| 2005/06.  | New York Rangers | NHL | 39 | 3 | 11 | 14 | 42 | -  | -  | -  | -  | -  |
| 2. sezona | Karijera         | NHL | 64 | 5 | 16 | 21 | 56 | -- | -- | -- | -- | -- |

Stanje na 1. siječnja 2006. godine.